# راعية الوضحا
راعية الوضحا - الغريبة هو مسلسل درامي بدوي رومنسي تشويق ومغامرات، من إنتاج المركز العربي للإنتاج الإعلامي - الأردن، المنتج عدنان العوامله، المنتج التنفيذي طلال العواملة، كتابة محمد البطوش، إخراج حسن أبو شعيرة، بطولة عبير عيسى.
يلقي المسلسل الضوء على الكبرياء البدوي كواحد من الخصال الجميلة التي يمتاز بها البدو. عزايم بنت راكان «راعية الوضحا» هي سيدة بدوية ذات كبرياء، خبرت عادات البدو وتقاليدهم في بيت والدها الشيخ، الذي ساد القبائل، وتعمّقت معرفتها حينما تزوجت من عرار بن رميح، ثم صقلتها الأمومة حينما أنجبت الفارسين رميح وزناد.

## قصة المسلسل
تبدأ أحداث المسلسل وعزايم تبحث عن ابنها زناد بين قتلى القبيلة بعد غزوة قتل فيها زوجها عرار وابنها رميح لكنها لم تتأكد من موت ابنها زناد، فتخرج تبحث عنه لعله وقع أسيراً بيد قبيلة الرجاد الكبيرة. وخلال الرحلات العديدة التي يرصدها المسلسل، تواجه عزايم في كلٍّ منها حدثاً تؤثر فيه بحكمتها وتجربتها المكتسبة فتارةً تجمع بين متخاصمين بالصلح، وتارةً أخرى بين حبيبين من قبيلتين متنافرتين، كل هذا دون أن تكلّ من البحث عن ولدها، وكلما استبدّ بها اليأس، يبرز الأمل في آخر النفق الطويل. وبعد رحلاتٍ ورحلات، تعود إلى مضارب قبيلتها الأولى، فتجد أن القبيلة تعاني من العوز وقلة الأمن وقد تشتت أبناؤها، فتجمع عزايم شتات القبيلة تحت راية واحدة وتبني بيت عرار كما كان سابقاً وتشتري الأغنام والإبل.

## بطولة
عبير عيسى، حسن الشاعر، حابس العبادي، عاكف نجم، وآخرون